# Alexander's Ragtime Band (chanson)
Alexander's Ragtime Band est une chanson de ragtime écrite par Irving Berlin en 1911.
La chanson est devenue un hit énorme. La partition s'est vendue à plus d'un million d'exemplaires durant la première année. C'est cette chanson qui a lancé l'engouement pour le ragtime.
La chanson est enregistrée le 23 mai 1911 par le duo Arthur Collins et George Byron Harlan, puis par Billy Murray en novembre. Elle est ensuite enregistrée par de nombreux artistes, parmi lesquels Bessie Smith (en 1927), The Boswell Sisters (en 1934), Louis Armstrong (un tube en 1937), Bing Crosby en duo avec Connee Boswell (un tube en 1938), Bing Crosby en duo avec Al Jolson (un tube en 1947), Ella Fitzgerald (sur l'album Ella Fitzgerald Sings the Irving Berlin Song Book (en) sorti en 1958) et Ethel Merman (sur The Ethel Merman Disco Album (en) sorti en 1979).